# Mairangi Bay (Schiff)
Die Mairangi Bay war ein Kühlcontainerschiff und wurde 1978 vom Bremer Vulkan an Overseas Containers Limited (OCL) abgeliefert. Sie war seinerzeit eines der Schiffe mit der größten Kühlcontainerkapazität.

## Geschichte
Die Mairangi Bay wurde für die Containerisierung des Europa-Australien-Dienstes von Overseas Container Lines (OCL) gebaut und löste Frachter mit großer Kühlkapazität ab. Aus OCL wurde später P & O Containers Ltd, die ihrerseits mit Nedlloyd Lines zu P&O Nedlloyd verschmolzen wurde. Das Schiff wurde am 7. Juni 2002 in Jiangyin (China) abgewrackt.

## Beschreibung
Die Mairangi Bay entstand auf der Bremer Vulkan Werft und Maschinenfabrik in Bremen und hatte eine Länge von 248,6 m und eine Breite von 32,3 m. Sie war mit 43.995 Bruttoregistertonnen (BRT) vermessen und hatte eine Tragfähigkeit von 38.760 tdw. Sie wurde von zwei langsamlaufenden Achtzylinder-Zweitakt-Kreuzkopfdieselmotoren mit einer Gesamtleistung von 39190 kW angetrieben, die zur Schwingungsreduzierung mit einer Synchronisierungseinrichtung ausgestattet wurden. Mit dieser Antriebsleistung erzielte das Schiff eine Höchstgeschwindigkeit von 23 Knoten. Das Schiff war mit einem Bugstrahlruder ausgerüstet.
Die beiden MAN-Hauptmotoren vom Typ KS8Z90/160A, hatten eine Bohrung von 900 mm und einen Hub von 1600 mm. Sie waren jeweils direkt mit einer der beiden Propellerwellen gekoppelt und die Nenndrehzahl betrug 122/min. Zur Stromerzeugung waren fünf MaK-Viertakt-Hilfsdieselmotoren mit jeweils 1500 kW Nennleistung eingebaut, die zum Generatorantrieb dienten.
Das Kühlcontainerschiff hatte zwölf Laderäume, die mit Cellguides versehen waren. Acht Laderäume befanden sich vor, vier hinter dem Deckshaus. Die Containerkapazität betrug 2344 Zwanzig-Fuß-Einheiten (TEU). 1223 Kühlcontainer (R-TEU) konnten in den Laderäumen unter Deck gestaut werden. Es waren Porthole-Kühlcontainer, die von schiffsfesten Kühlstäben mit Kaltluft versorgt worden. Diese wurden zur Abkühlung der Luft von einem Solesystem durchströmt. Das Solezirkulationssystem des Schiffes wurde von einer großen Kälteanlage mit Schrauberverdichtern im Maschinenraum gekühlt. Weitere 1.071 TEU fanden an Deck Platz.

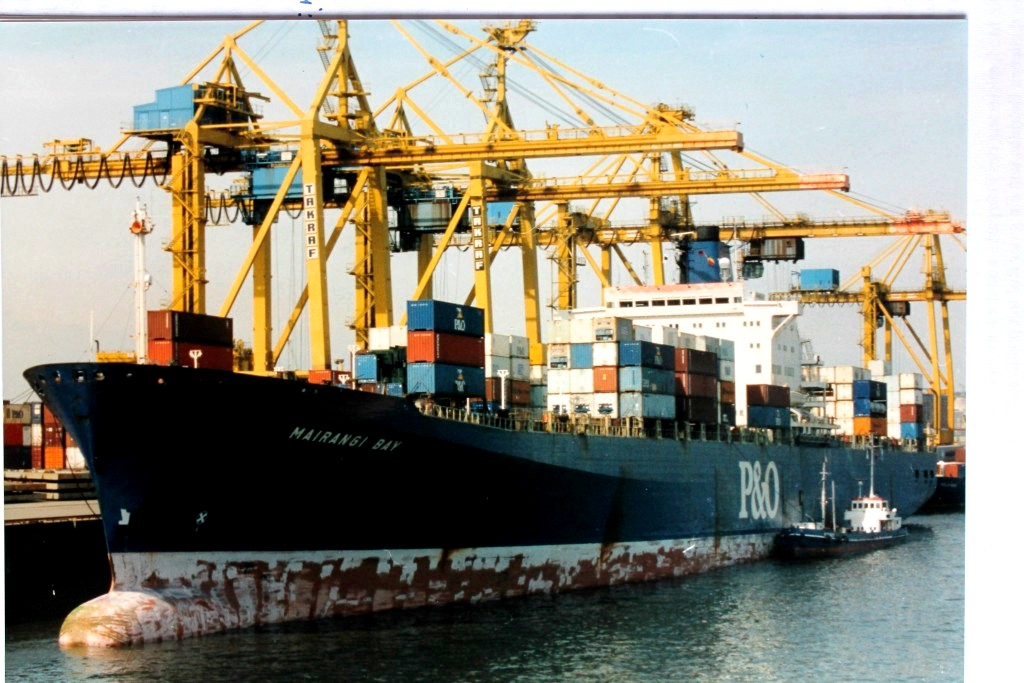
Mairangi Bay in Hamburg
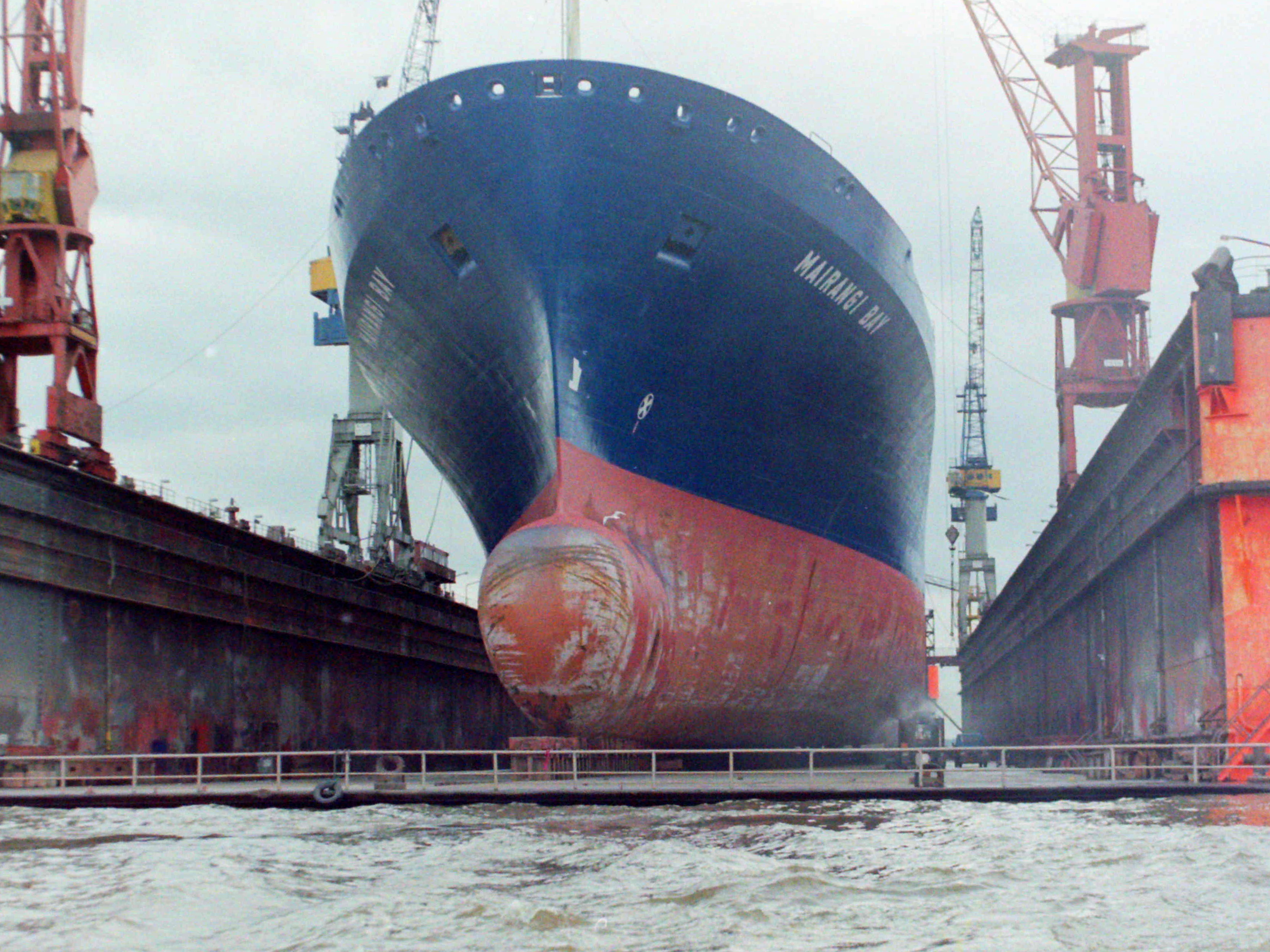
Mairangi Bay im B&V-Schwimmdock